# Tapinothele astuta
Tapinothele astuta là một loài nhện trong họ Pisauridae.
Loài này thuộc chi Tapinothele. Tapinothele astuta được Eugène Simon miêu tả năm 1898.